# 第2軍団 (ギリシャ軍)
第2軍団(II Army Corps)は、ギリシャ陸軍の軍団の一つ。第1軍の指揮下に入っておらず、即応部隊として独立して行動する。
司令部は、ベレヤに置かれている。

## 編制
- 軍団野戦防空砲兵コマンドユニット
- 軍団工兵コマンドユニット
- 第489通信大隊
- 司令部大隊
- 第1歩兵師団
- 第2機械化歩兵師団
- 第1陸軍航空旅団